# Topcoder Open
Topcoder Open — ежегодный индивидуальный профессиональный турнир по программированию, проводимый компанией Topcoder Inc.
Проводится по системе Topcoder c 2001 года. В 2001-02 годах назывался TopCoder Invitational. С 2003 года носит название Topcoder Open.
Включает в себя все 4 вида соревнований: Algorithm, Design, Development, Marathon Matches.

## Состав участников
В отборочных соревнованиях может принять участие любой человек, достигший возраста 18 лет.
Ежегодно в турнире всего принимают участие около 4000 программистов.
В финальных соревнованиях принимают участие до 72 человек: 48 в Algorithm Competition (до 2006 г. — 24 человека, в 2008 г. — 72 человека, в 2009 г. — 18 человек) и по 8 человек в Design, Development и Marathon Matches.
Наиболее популярным является Algorithm Competition (приз за 1 место составляет $15,000 USD).

## Algorithm Competition
Структура турнира Algorithm Competition менялась несколько раз за последние годы и в настоящий момент такова:
1. Квалификация (Qualifying Rounds). Все участники имеют 3 шанса пробиться в основную сетку соревнований. Сильнейшие 200 программистов (согласно мировому рейтингу Topcoder) освобождаются от участия в квалификации.
Qualification 1. Участников: все желающие кроме 200 сильнейших. Победителей: 600.
Qualification 2. Участников: все желающие, ещё не квалифицировавшиеся. Победителей: 600.
Qualification 3. Участников: все желающие, ещё не квалифицировавшиеся. Победителей: 600.
Всего победителей: 2000 (включая 200 сильнейших).
2. Отборочные соревнования (Online Elimination Rounds). Участникам требуется пройти подряд 5 матчей с целью попадания на очный чемпионат.
Online Round 1. Участников: до 2000. Победителей: 850.
Online Round 2. Участников: 850. Победителей: 350.
Online Round 3. Участников: 350. Победителей: 150.
Online Round 4. Участников: 150. Победителей: 60.
Online Round 5. Участников: 60. Победителей: 24.
3. Очный турнир (Onsite Events). Проводится в Лас-Вегасе (США) во 2 квартале каждого года (до 2006 г. — в других местах в 4 квартале каждого года).
Состоит из трёх этапов: Semifinal Round, Wildcard Round и Championship Round.
Semifinal Room 1. Участников: 12. Выходит в Championship Round: 3 (места с 1 по 3). Выходит в Wildcard Round: 4 (места с 4 по 7).
Semifinal Room 2. Участников: 12. Выходит в Championship Round: 3 (места с 1 по 3). Выходит в Wildcard Round: 4 (места с 4 по 7).
Wildcard Round. Участников: 8. Выходит в Championship Round: 2.
Championship Round. Участников: 8. Окончательное определение чемпиона и остальных призёров Topcoder Open.

## Победители
Чемпионы Topcoder Open Algorithm Competition.
2015: Пётр Митричев (Санкт-Петербург, Россия)
2014: Геннадий Короткевич  (Санкт-Петербург, Россия)
2013: Пётр Митричев  (Санкт-Петербург, Россия)
2012: Егор Куликов (Санкт-Петербург, Россия)
2011: Makoto Soejima (Япония)
2010: Makoto Soejima (Япония)
2009: Bin Jin (Китай)
2008: Tomasz Czajka (Варшава, Польша)
2007: Jan Kuipers (Утрехт, Нидерланды)
2006: Пётр Митричев (Москва, Россия)
2005: Eryk Kopczinsky (Варшава, Польша)
2004: Tomasz Czajka (Варшава, Польша)
2003: Tomasz Czajka (Варшава, Польша)
Чемпионы TopCoder Invitational.
2002: John Dethridge (США)
2001: Jon McAlister (США)